# Zofia Batorówna
Zofia Batorówna (ur. 1629 w Somlyó  – zm. 14 czerwca 1680 w Munkaczu) – córka Andrzeja Batorego oraz Anny Zakrzewskiej, siostrzenicy księcia Gabriela Batorego. Żona Jerzego II Rakoczego, księcia Siedmiogrodu, matka Franciszka I Rakoczego. Aż do swojej śmierci starała się o uniemożliwienie małżeństwa wdowy po synu, Heleny Zrińskiej z Emerykiem Tekielim.